# Un amore di donna
Pour plus de détails, voir Fiche technique et Distribution.
Un amore di donna est un film italo-allemand réalisé par Nelo Risi, sorti en 1988.

## Fiche technique
- Titre : Un amore di donna
- Réalisation : Nelo Risi
- Scénario : Nelo Risi et Franco Levati
- Photographie : Lamberto Caimi (en) et Giuseppe Lanci
- Musique : Morris Albert
- Pays d'origine : Italie Allemagne de l'Ouest
- Format : Couleurs - Mono
- Genre : drame
- Durée : 122 minutes
- Date de sortie : 1988

## Distribution
- Laura Morante : Gabriella Bernasconi
- Bruno Ganz : Franco Bassani
- Claudine Auger : la mère de Gabriella
- Ivan Desny : Avocat Bernasconi
- Cinzia De Ponti : Cinzia
- Silvia Cohen